# Dapaloides miloni
Espèce
Dapaloides miloni est une espèce éteinte de poissons de l'ordre des Perciformes, ayant vécu dans les eaux douces ou saumâtres des faluns de Chartres-de-Bretagne durant l'Oligocène inférieur (étage Rupélien), il y a environ 30 Ma (millions d'années).

## Étymologie
L'espèce a été nommée en hommage au géologue et résistant Yves Milon (1897-1987).